# Војводство доњошлеско
Војводство Доње Шлеско (пољ. Województwo dolnośląskie) је једно од 16 Пољских Војводства. Основано је 1999. године од Вроцлавског, Легњицког, Јелењогорског, Валбжиског и дела Лешчињског војводства. Налази се у југозападном делу Пољске.

### Војводе
- 1999—2001 Витолд Крохмал (Witold Krochmal)
- 2001—2003 Ришард Наврат (Ryszard Nawrat)
- 2003—2005 Станислав Лопатовски (Stanisław Łopatowski)
- од 2005 Кжиштоф Гжелчик (Krzysztof Grzelczyk)

## Географија

### Положај
Граничи се са:
- Немачком
- Чешком
као и војводствима:
- Лубушким
- Опољским
- Великопољском

### Највећи градови
Становништво 31.12.2004
- Вроцлав - 636 268
- Валбжих - 127 566
- Легњица - 106 143
- Јелења Гора - 87 643
- Лубин - 77 509
- Глогов - 71 686
- Свидњица - 60 541
- Болеславјец - 43 900

## Административна подела
Становништво повјата 31.12.2004
- Повјат болеславјецки (powiat bolesławiecki) - 88 378
- Повјат ђержновски (powiat dzierżoniowski) - 105 653
- Повјат глоговски (powiat głogowski) - 87 637
- Повјат горовски (powiat górowski) - 36 663
- Повјат јаворски(powiat jaworski) - 52 344
- Повјат јелењгорски (powiat jeleniogórski) - 63 967
- Повјат камјеногорски (powiat kamiennogórski) - 46 796
- Повјат клодски (powiat kłodzki) - 167 995
- Повјат легњицки (powiat legnicki) - 53 068
- Повјат лубањски (powiat lubański) - 57 317
- Повјат лубињски (powiat lubiński) - 106 041
- Повјат лвовецки (powiat lwówecki) - 48 491
- Повјат милицки (powiat milicki) - 36 891
- Повјат олесњицки (powiat oleśnicki) - 103 231
- Повјат олавски (powiat oławski) - 71 073
- Повјат (powiat polkowicki) - 61 079
- Повјат (powiat strzeliński) - 44 409
- Повјат (powiat średzk) - 49 127
- Повјат (powiat świdnicki]) - 160 856
- Повјат (powiat trzebnicki) - 77 072
- Повјат (powiat wałbrzyski) - 186 708
- Повјат (powiat wołowski) - 47 616
- Повјат (powiat wrocławski) - 99 511
- Повјат (powiat ząbkowicki) - 69 867
- Повјат (powiat zgorzelecki) - 95 195
- Повјат (powiat złotoryjski) - 46 016
- Повјат (Jelenia Góra) - 87 643
- Повјат (Legnica) - 106 143
- Повјат (Wrocław) - 636 268

## Туризам и одмор
Најпознатија туристичк насеља:
- Вроцлав
- Душњики-Здрој
- Карпач
- Клодско
- Свидњица
- Кудова-Здрој
- Ладек-Здрој
- Полањица-Здрој
- Шчавно-Здрој
- Шкларска Пореба
- Валбжих
- Нова Руда
- Ћеплице